# Boyanka Kostova
Boyanka Kostova (bulgare : Боянка Костова), née le 10 mai 1993 à Plovdiv, est une haltérophile azerbaïdjanaise, d'origine bulgare.

## Palmarès

### Championnats du monde
- 2015 à  Houston
  -  Médaille d'or en moins de 58 kg.
- 2014 à  Almaty
  - 7e en moins de 53 kg.
- 2011 à  Paris
  - 8e en moins de 53 kg.

### Championnats d'Europe
- 2021 à  Moscou
  -  Médaille d'or en moins de 59 kg.
- 2016 à  Førde
  -  Médaille d'or en moins de 58 kg.
- 2015 à  Tbilissi
  -  Médaille d'or en moins de 58 kg.
- 2012 à  Antalya
  -  Médaille d'or en moins de 58 kg.
- 2010 à  Minsk
  -  Médaille d'argent en moins de 53 kg.
- 2009 à  Bucarest
  - 5e en moins de 53 kg.

### Jeux olympiques de la jeunesse
- 2010 à  Singapour
  -  Médaille d'or en moins de 53 kg.

### Championnats du monde des jeunes
- 2009 à  Chiang Mai
  -  Médaille d'or en moins de 53 kg.

### Championnats d'Europe des jeunes
- 2015 à  Limassol
  -  Médaille d'or en moins de 58 kg.
- 2008 à  Durrës
  - 5e en moins de 48 kg.